# Begabtenprüfung

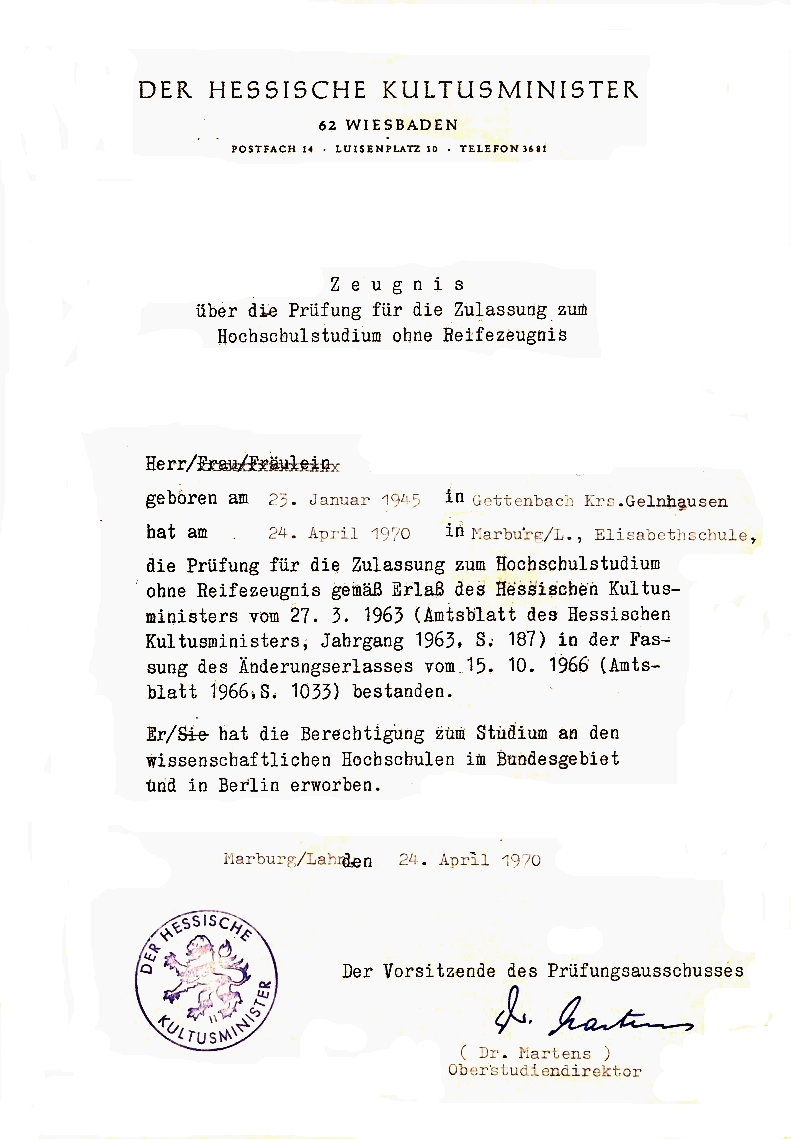
Zeugnis über das Bestehen einer Begabtenprüfung in Hessen (1970)

Die Begabtenprüfung war eine von den Kultusministerien in Deutschland von 1924 bis 1984 abgenommene Prüfung, die (berufs- oder lebenserfahrenen: Mindestalter 25 Lebensjahre) Personen ein Studium ohne Reifezeugnis und den Weg zur Universität öffnen sollte. Es ist die (nicht-amtliche) Bezeichnung für Prüfungen, die Begabten ein Studium ohne Reifezeugnis an Universitäten (ab dem 1. September 1938 an allen wissenschaftlichen Hochschulen in Deutschland) und nach 1945 in den meisten deutschen Ländern den Zugang (Hochschulzugang ohne Reifezeugnis) eröffneten. Die amtliche Bezeichnung war meist Prüfung für die Zulassung zum Hochschulstudium ohne Reifezeugnis. Nach dem Zweiten Weltkrieg berechtigte das Zeugnis – je nach der Regelung des jeweiligen Landes – zum Studium in allen Ländern der Bundesrepublik Deutschland und Berlin allgemein (Das Statistische Bundesamt führt die Prüfung als eine von 15 Arten des Erwerbs der allgemeinen Hochschulreife auf und wies ihm 2009 unter Schlüssel 8 (Hochschulzugangsberechtigung) die Signatur 33 zu). Daneben gab es in einigen Ländern auch Prüfungen, die nur zu einer fachgebundenen Berechtigung führten (Schlüssel 8 Signatur 52); die Prüfungen für ein Studium an Pädagogischen Hochschulen bzw. für ein sonstiges Studium hatten meist andere Bezeichnungen (z. B. in Niedersachsen Immaturenprüfung, Z-Prüfung usw.).
Die Prüfung sollte solchen Personen den Zugang zum Hochschulstudium eröffnen, die für das Studium eines bestimmten Fachgebietes hervorragend befähigt waren, aber auf Grund ihres Entwicklungsganges keine Reifeprüfung ablegen konnten. Der Bewerber sollte in ihr nachweisen, dass er nach seiner Persönlichkeit und seinen geistigen Fähigkeiten für das beabsichtigte Studium besonders geeignet ist, dessen fachliche Grundlagen kennt und eine angemessene vielseitige Bildung besitzt. Die erfolgreiche Prüfung gewährte jedoch den Zugang zu allen Universitäten und allen Fakultäten; das Zeugnis enthielt keine Beschränkung auf ein bestimmtes Fachgebiet (Fakultätsreife).

## Die Regelung der Begabtenprüfung

### Zweck der Prüfung
Zweck der Prüfung war die Eignungsfeststellung des Bewerbers („hervorragende Eignung“), für ein bestimmtes Studium, nämlich „sein“ (= das von ihm angestrebte) Studium; die Prüfung sollte den Nachweis der besonderen Eignung für das beabsichtigte Studium erbringen: Neben einer vielseitigen (Allgemein-)Bildung (ein Rückgriff auf die neo-humanistisch orientierte Vergangenheit der „humanistischen“ Gymnasien) sollte der Bewerber die fachlichen Grundlagen seines Fachgebietes kennen (ein Rückgriff auf die „realistische“, an den „modernen Naturwissenschaften“ orientierte Vergangenheit der Realgymnasien und Oberrealschulen).
Die Feststellung erstreckte sich auch auf die Persönlichkeit (in den meisten Ländern war eine Bewerbung erst nach Vollendung des 25. Lebensjahr zulässig) und die geistigen Fähigkeiten des Bewerbers, um die Einseitigkeit und die Beschränkung seiner Interessen auszuschließen (Fachidiotentum) bzw. zu vermeiden; sie erreichte
- objektiv: die Öffnung der Hochschule für Personen mit hervorragender Befähigung für ein Fachgebiet und
- subjektiv: diejenigen, die auf Grund ihres Lebensschicksals keine Reifeprüfung ablegen konnten.

Die besondere Eignung für das selbst gewählte Studium war nicht unbedingt deckungsgleich mit der vielfach diskutierten Studierfähigkeit von Seiten der Hochschulen (Rektorenkonferenz).

### Prüfungsrechtliche Einordnung: Staatsprüfung
Die Prüfung wurde nicht von einer Schule oder einer Hochschule abgenommen, sondern von einem eigens vom zuständigen Minister (meist Kultusminister) berufenen Prüfungsausschuss, dem jedoch regelmäßig sowohl Gymnasial- wie Hochschullehrer angehörten. Sie hatte nichts zu tun mit den „ordentlichen“ Reifeprüfungen für Nicht-Schüler (Externenprüfung, Extraneerprüfung, Fremdenprüfung, Nichtschüler-Reifeprüfung, Abitur für Nichtschüler o. Ä., die „Schul“-Prüfungen waren bzw. sind). Sie war auch keine Hochschulprüfung, die die Hochschule abhielt (kraft der ihr früher zustehenden Regelungshoheit als Ausdruck ihrer Satzungsgewalt als Korporation: „Immatrikulation“ oder „Aufnahme als Student“ nach dem gemeindeutschen Hochschulrecht bis mindestens ins 19. Jahrhundert).

### Prüfungsgegenstand: Begabung
Kritiker einer Begabtenfeststellung (durch Prüfung) beanstanden, dass weite Bereiche der Gesellschaft sich an der Vorstellung Johann Joachim Bechers über die nutzbringende Transformation einer Qualität, die als Fünklein der göttlichen Natur verborgen liege, orientierten und eine bessere Verwertung des Kraftkapitals der Nation (Gertrud Bäumer 1920). anstrebten. Andere sahen darin die Möglichkeit des Hochschulzugangs für hochbegabte Personen mit einem charismatischen Sonderweg. Unter diesen Aspekten sei zwischen 1922 und 1927 vom preußischen Ministerium für Wissenschaft, Kunst und Volksbildung die Begabtenförderung durch die Aufbauschule, das Abendgymnasium und die Begabtenprüfung zu verwirklichen versucht worden. Die „irrationale Formel Begabung“, kritisiert etwa Gerhardt Petrat, sei letztlich nicht feststellbar. Der Erfolg in der Prüfung stelle sich im Ergebnis vielmehr als staatliche Privilegienvergabe an Individuen dar. Selbst wenn es einer geringen Minderheit aus benachteiligten Volksschichten gelungen sein sollte, in formeller Hinsicht sozial aufzusteigen, führe die bisher praktizierte Art einer Begabtenfeststellung häufig zu einer unkoordinierten Auslese, die, je nach unterschiedlich rigider Anwendung, zum sozialen Filter missrate.
Auch wenn die kritisierten Auffassungen maßgebend für die Schaffung der Begabtenprüfungen in den 1920er Jahren gewesen sein mögen, steht diesem Ansatz heute die eher naturwissenschaftlich orientierte Begabtenforschung entgegen. Sie hält es für möglich, auf Grund der intersubjektiv feststellbaren Produkte (Leistungen) auf eine Gesamt- bzw. Fachbegabung schließen zu können.

### Zulassungsverfahren: Voraussetzungen

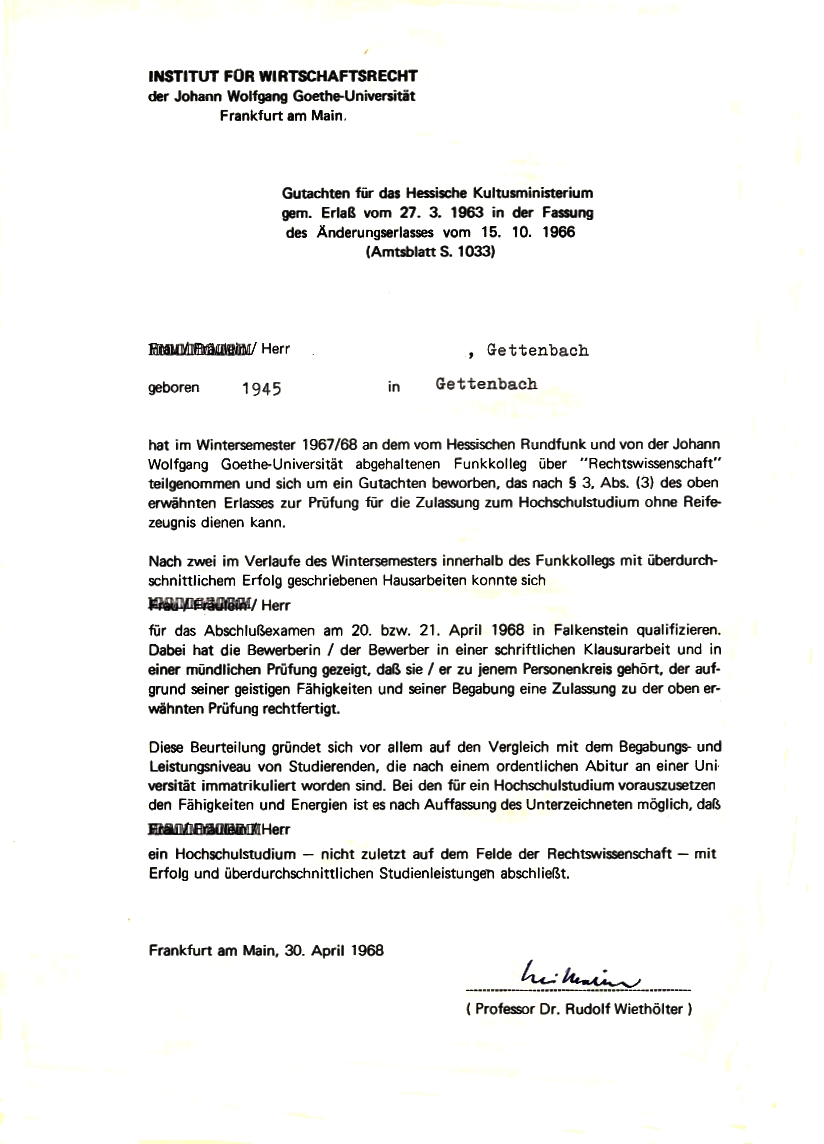
Wissenschaftliches Gutachten für die Zulassung zur Begabtenprüfung

Der Prüfung ging ein „Vorverfahren“ voraus, nach dem der Kultusminister über die Zulassung zur Prüfung entschied. Zugelassen konnte nur werden,
- wer das 25. und nicht das 40. Lebensjahr vollendet hatte (alle Länder außer Schleswig-Holstein: dort das 23. Lebensjahr),
- wer zwei Persönlichkeiten benennen konnte, die mit dem Wesen wissenschaftlicher Arbeit vertraut und in der Lage waren, ein Urteil über seine Persönlichkeit, seine Leistungen und seinen Bildungsgang abzugeben (frühere Bezeichnung: urteilsfähige Personen) und die um ein solches Gutachten gebeten werden können (meist Professoren oder ähnliche Personen aus dem Wissenschaftsbetrieb).

Weiter waren vom Bewerber vorzulegen:
- den Antrag des Bewerbers beim Kultusministerium innerhalb der Meldefristen (je nach der Anzahl der Prüfungstermine in dem jeweiligen Land),
- ein „ausführlicher handgeschriebener“ Lebenslauf (Hessen, Nordrhein-Westfalen),
- die Schulabgangszeugnisse und Nachweise über die Berufsausbildung und -leistungen,
- den Nachweis der Vorstudien im Hinblick auf das gewählte Fachgebiet,
- ein Bericht über die Art und Weise der Vertiefung der Allgemeinbildung nach dem Verlassen der Schule,
- eine Versicherung, dass er sich bisher keiner derartigen Prüfung unterzogen und auch die Zulassung zu einer solchen Prüfung nicht beantragt hat,
- ein polizeiliches Führungszeugnis und
- ein Lichtbild.

Wer zugelassen worden war, wurde zum Prüfungstermin bzw. zu Prüfungsterminen geladen.
Nach den Prüfungsordnungen ist nichts über die Vorbereitung bestimmt. „Wie man sich auf die Begabtenprüfung vorbereitet, das bleibt jedem selbst überlassen. Es gibt keinen kultusministeriell vorgeschriebenen Ausbildungsgang“ (Karin Storch).

### Prüfungsverfahren: Prüfungsausschuss
Die Prüfung ist während der Weimarer Republik und danach (1924–1938) von eigens dafür gebildeten Prüfungsausschüssen der Kultusverwaltungen der Länder (nicht von Schulen oder Hochschulen), von 1938 bis 1945 des Reichsministeriums für Wissenschaft, Erziehung und Volksbildung und nach 1945 wieder der Kultusverwaltungen der Länder (in allen vier! Besatzungszonen) und später der Länder der Bundesrepublik Deutschland bis 1983/84 abgenommen worden.
Dem Prüfungsausschuss gehörten an
- der „staatliche Kommissar“ (ein Beauftragter des Kultusministers, wie bei der Reifeprüfung) als Vorsitzender,
- ein Hochschullehrer, der möglichst das von dem Bewerber gewählte Fachgebiet vertrat,
- ein Mitglied mit einer psychologischen Vorbildung,
- zwei Mitglieder, die Lehrer an Gymnasien sein sollten.

Alle Mitglieder mussten ein wissenschaftliches oder künstlerisches Hochschulstudium abgeschlossen haben.

#### Schriftliche Prüfung
In der schriftlichen Prüfung hatte der Bewerber an zwei Tagen jeweils eine Aufsichtsarbeit zu schreiben:
- eine Arbeit aus dem erstrebten Studiengebiet und
- eine „allgemeine“ Aufgabe

(zwei Klausuren: je drei Aufgaben zur Wahl, Zeit je fünf Stunden;
Abweichung: in Niedersachsen und Rheinland-Pfalz: Aufgabe in Mathematik oder einer Fremdsprache; in Schleswig-Holstein: einen Aufsatz in Deutsch, wobei eines der drei Wahlthemen aus dem Bereich Gemeinschaftskunde sein musste, eine Aufgabe aus der Mathematik oder einem naturwissenschaftlichen Fach).

#### Mündliche Prüfung
Die mündliche Prüfung bestand an einem dritten Tag aus einer ein- bis zweistündigen Aussprache über das Studiengebiet des Bewerbers und seine allgemeinen Kenntnisse.
Mindestanforderungen:
- Belesenheit der deutschen und ausländischen Literatur (in der Praxis konnte der Bewerber meist vier Werke der Literatur vorher vorschlagen),
- die Bekanntschaft mit den wichtigsten Epochen der deutschen Geistesgeschichte und eine nachhaltige Beschäftigung mit den historischen, politischen und gesellschaftlichen Grundlagen unserer Zeit,
- Kenntnisse in einer Fremdsprache.

Eine Niederschrift über den Verlauf und das Ergebnis der Prüfung wurde angefertigt und zu den Prüfungsakten genommen.

#### Prüfungsergebnis und Zeugnis
Die Bewertung der Prüfungsleistungen erfolgte nach den üblichen Notenstufen der Schulprüfungen; das Gesamtergebnis war „bestanden“ oder „nicht bestanden“. Eine Berechnung einer Gesamtnote aus den einzelnen Noten fand bis Ende der 1960er Jahre nicht statt (und erst der verschärfte Numerus clausus nach 1970 erforderte eine Notenfestsetzung, deshalb war für diesen Personenkreis wegen der erbrachten besonderen Vorleistungen bei dem Auswahlverfahren ein Bonus von 0,5 vorgesehen – wie für die Absolventen von Abendgymnasien und Kollegs). Über die bestandene Prüfung erhielt der Bewerber ein Zeugnis, das die Zulassung zum Hochschulstudium an allen Hochschulen der Bundesrepublik Deutschland und Berlins aussprach (Ausnahme: Bremen: zusätzlich eine Bescheinigung über das geprüfte Fachgebiet; Niedersachsen nur für das erstrebte Studienfach).
Die Prüfung konnte nach den meisten Prüfungsordnungen einmal wiederholt werden.

## Die Geschichte der Begabtenprüfung

### Vorläufer: Bildung ohne Staat
Ein Vorläufer dieser Art von Prüfung gab es nicht. Das war auch nicht nötig, weil bis in die erste Hälfte des 19. Jahrhunderts die Auffassung bestand, dass sich der Staat nicht in das (Rechts-)Verhältnis der Erziehungsberechtigten eines Kindes einerseits und der Universität (oder weiteren „hohen“ Schulen, den vereinheitlichenden Begriff Hochschulen gab es noch nicht) andererseits einmischen darf. Deshalb hing es von den Vätern bzw. den sonstigen Erziehungsberechtigten (Vormündern) ab, ob sie ein Kind für reif hielten (z. B. nach Privatunterricht durch Hauslehrer) oder aber, ob sich die Universität von der Tauglichkeit eines Studienanwärters vergewissern wollte. Da die Universitäten rechtlich selbständige Korporationen (und keine Staatsanstalten wie später) waren, bestimmten sie über die Zugangs- oder Zulassungsvoraussetzungen. Bei der Zugangsregelung bestanden formal nur die „Schranken, welche die Universitäten selbst zu setzen für gut fanden“. Die Dekane der einzelnen Fakultäten verfuhren bei der Aufnahme nach der ihnen gestatteten Freiheit auf sehr verschiedene Weise: „ein Schulzeugnis war kein notwendiges Erfordernis“.
Auch die oft zitierten preußischen Regelungen von 23. Dezember 1788 (Rescript) und vom 25. Juni 1812 (Instruction – ausdrücklich bestätigt durch königliches Edict vom 12. October 1812) – hatten nicht die Absicht [...], das Abgehen eines zur Zeit noch unreifen Jünglings auf die Universität unbedingt zu verbieten, wenn dessen Eltern oder Vormünder durch irgend einen ihrem Gewissen zu überlassenden Grund bestimmt glaubten, so soll auch fernerhin eine freie Wahl unbeschränkt bleiben ... (§ 1 der Instruction vom 25. Juni 1812), sie schrieben also keine Schul-Abgänger-Prüfung, Abiturienten-Prüfung oder ein Maturitätszeugnis für die zur Universität abgehenden Schüler vor, obwohl der preußische Staat hierfür eine Gesetzgebungskompetenz beanspruchte (ALR 1794: „Die Universität ist eine Veranstaltung des Staates“); sie boten sie lediglich zur Information der Eltern oder Vormünder über den Leistungsstand und die mutmaßliche Studierfähigkeit an.
Derartige Prüfungen wurden erst in Folge der Karlsbader Beschlüsse (31. August 1819 und dem darauf folgenden Provisorischen Beschluß über die in Ansehung der Universitäten zu ergreifenden Maaßregeln des Bundestags des Deutschen Bundes vom 20. September 1819) nach der Ermordung August von Kotzebues († 23. März 1819) und von August bis Oktober 1819 dauernden antijüdischen Hep-Hep-Krawallen (Beginn: 2. August 1819 in Würzburg) zur Verhinderung weiterer Politisierung von Studenten und Professoren in den 1820er und 1830er Jahren in fast allen Ländern des Deutschen Bundes eingeführt. Auch dieser Beschluss machte eine Maturitätsprüfung nicht zur Pflicht. Nach wie vor konnten auch für unreif befundene Jünglinge auf der Universität studieren, sie erhielten jedoch – nach der Vorschrift – keine Benefizien, Freitische u. a. (Stipendien) mehr. An den Universitäten wurden weiterhin Sekundaner und Tertianer akzeptiert und auch bei der Stipendienvergabe schien es in der Praxis eher locker vor sich zu gehen. Das Abgänger-Reglement erschien versierten Zeitgenossen als Blendwerk.
Den Anfang strengerer Vorschriften machte das Kurfürstentum Hessen (Hessen-Kassel, Landes-Universität in Marburg) 1819 und das Großherzogtum Hessen (Hessen-Darmstadt, Landes-Universität in Gießen) 1825: Kurfürst Wilhelm I. (Kurfürstentum Hessen) befahl seiner Landesuniversität Marburg für die staatsnahen Berufe, keinen Unterthan ..., [der] Theologie, Jurisprudenz, Medicin oder Cameral-Wissenschaften studieren wollte, ohne Vorzeigung eines ... förmlichen Zeugnisses der Reife von irgend einem öffentlichen Gymnasium, zu immatrikuliren.
- Danach waren diejenigen, welche nicht die Absicht hatten, im Staatsdienst demnächst angestellt zu werden, und ohne sich ausschließlich einem der vier genannten Fächer widmen zu wollen, ... z. B. Oekonomen, Chirurgen, Forstleute geringerer Art, Apotheker, Viehärzte, Bereiter und dergl. von der Pflicht der Vorlage eines Maturitäts-Zeugnisses befreit, außer wenn sie sich um Geldbenefizien oder um Freitische bewerben, indem diese ihnen sonst nicht verliehen werden sollen.[26]
- Auch diejenigen, die in der Philosophischen Fakultät studieren wollten, benötigten nicht unbedingt ein Reifezeugnis: Hier konnten Schüler, die die Maturitäts-Prüfung nicht (bestanden) hatten, oder Personen, die nur ihrer allgemeinen Bildung oder wegen einer Spezialausbildung einzelne Vorlesungen hören wollten, eingeschrieben werden und studieren[27] (Artistenfakultät, Zulassung mit kleiner Matrikel). Acht Jahre später wurde die kurhessische Regelung von 1820 erweitert und auf das Studium der Staatswissenschaften, Philosophie und Philologie ausgedehnt. Wer keine dereinstige öffentliche Anstellung erstrebte, war von der Vorlage eines Zeugnisses befreit.[28]

Es folgten fast alle Staaten des Deutschen Bundes, so Braunschweig 1826, Oldenburg 1827, Hannover und Sachsen 1829, Mecklenburg 1833 und Württemberg 1834.
Gegner der Pflicht zur Zeugnis-Vorlage war u. a. der preußische Justizminister Karl Albert von Kamptz, weil es Jedem freistehen müsse, die Universität zu beziehen, ohne seine Befähigung vorher prüfen zu lassen, ... und Jacob Grimm erklärte: Wie Kirche und Schauspiel dem Eintretenden offen gehalten sind, sollte jedem Jüngling das Thor der Universität aufgethan und ihm selbst überlassen sein, allen Nachtheil zu empfinden und zu tragen, wenn er unausgerüstet in diese Halle getreten ist. Insbesondere das den eingang der universität bedingende und erschwerende abiturientenexamen hielt er für verwerflich. Dessen ungeachtet verschärften die deutschen Staaten nach 1835 den Universitätszugang schrittweise und machten die Vorlage eines Maturitätszeugnisses zur Voraussetzung der Immatrikulation. Auch der zunehmende Finanzbedarf der Universitäten und die Anerkennung anderer „hohen“ Schulen als akademische Einrichtungen (z. B. Technische Hochschulen, Bergbau-, Forsthochschulen usw.) in der zweiten Hälfte des 19. Jahrhunderts förderten den Staatseinfluss.

### Maturitätszeugnis nur für Staatsexamen
In Preußen kam es auf Grund des in Art. 26 der Verfassungs-Urkunde von 1850 vorgesehenen Unterrichtsgesetzes zu einem Entwurf des Unterrichtsministers Adalbert von Ladenberg, der aber nicht weiter verfolgt wurde. In dem Entwurf war in den §§ 222–228 die Immatrikulation geregelt. In § 223 werden zwei Voraussetzungen für die Einschreibung vorgesehen, einmal ein von einem inländischen (= preußischen) Gymnasium ausgestelltes Zeugnis der Reife (Maturitätszeugnis) und zum zweiten die Erlaubnis durch den Vater oder Vormund zum Studium auf der betreffenden Universität. Das galt aber nur für diejenigen, die sich der Theologie, der Jurisprudenz und den Staatswissenschaften, der Medicin und Chirurgie, der Philologie oder einem sonstigen die Universitätsbildung gesetzlich erfordernden Berufe widmen wollten. Erst in den 1850er bis 1860er Jahren bestimmten einzelne Staaten, dass ein Maturitätszeugnis bereits vor dem Abgang auf eine Universität vorhanden sein müsse, dies galt aber nach wie vor nur für diejenigen, „welche Universitätsstudien betreiben wollen, um sich für den hiesigen Staatsdienst oder für die Ausübung eines wissenschaftlichen Berufs im hiesigen Staatsgebiete vorzubereiten“.
Das 1871 gegründete Deutsche Reich änderte an den vorhergehenden Vorschriften der Bundesstaaten nichts, weil die Unterrichts- und Hochschulangelegenheiten in der Zuständigkeit der Bundesstaaten verblieben. Demgemäß taucht das Wort Abitur in den amtlichen Schriften vor 1945 fast gar nicht auf, wohl aber das Wort Abiturienten (= Abgänger: Damit sind nicht diejenigen gemeint, die das Abitur hatten, sondern die, die von der Schule abgingen.). Beim Abitur (oder genauer: der erfolgreichen Abiturprüfung, damals noch: Maturitätsprüfung, später Reifeprüfung oder in Bayern: Gymnasialabsolutorialprüfung) ging es um die Zulassung zu Staatsexamen (meist am Ende des Studiums), nicht um den Universitätszugang (vor Beginn des Studiums). Die Maturitätsprüfung/Reifeprüfung am Gymnasium berechtigte zum uneingeschränkten Studium in allen Fächern an der Universität, die des Realgymnasiums berechtigte in aller Regel nur zum Studium der Fächer der Staatswirtschaftlichen und Naturwissenschaftlichen Fakultät und Neuere Sprachen und Geschichte an der Philosophischen Fakultät (das war aber von Universität zu Universität verschieden). Häufig bot die Universität Lateinkurse an, die zum Erwerb des kleinen oder großen Latinums führen konnten, dann war ein Studium fast aller Fächer möglich (außer Theologie, später auch Altphilologie). Demgemäß gab es auch ein Reifezeugnis der (zehnklassigen) Oberrealschule; es berechtigte aber nur zum Studium in der Naturwissenschaftlichen Fakultät (ab 1899 nach einer Ergänzungsprüfung in Latein auch zum Studium an der Philosophischen Fakultät). Ab 1904 wurde das Monopol des Gymnasiums auf ein Studium aller Fächer aufgehoben (Ausnahme: altsprachliche Kenntnisse für Studien der Theologie und der Altphilologie). Noch 1908/09 (1908 Frauenstudium, aber nur nach Genehmigung des Ministers) waren bis zu 10 % der männlichen Studierenden (an den zwölf preußischen Universitäten) ohne Reifeprüfung (z. B. Chemiker, Nationalökonomen, Pharmazeuten, Zahnmediziner).

### Erster Weltkrieg und Weimarer Republik
Die Prüfung für die Zulassung zum Studium ohne Reifezeugnis ist ein Produkt der Zeit nach dem Ersten Weltkrieg, obwohl schon im letzten Kriegsjahr mit diversen Versuchen begonnen worden ist. Seit dem Jahr 1916 bereitete das württembergische Ministerium des Kirchen- und Schulwesens eine besondere Betreuung von befähigten Schülern aus minderbemittelten Volkskreisen vor, 1918 wurden „vorsorglich“ Mittel im Haushaltsplan bereitgestellt und ein Verein zur Förderung der Begabten gegründet, 1919 startete der erste Versuch, bei dem 50 junge Leute aufgefordert wurden, sich zu bewerben, den allerdings nur sieben Teilnehmer Ende März 1923 erfolgreich beendeten. Andere Vorschläge wurden nicht in die Praxis übertragen (Arbeiter-Übergangskurse an der Universität München, Vorschlag des Senats der Universität von 21. August 1919 an das Bayerische Ministerium für Unterricht und Kultus, aus Mangel an Mitteln nicht durchgeführt (Landtagsdebatte am 17. Mai 1922, endgültig abgelehnt am 22. Mai 1922)).
Der Widerstand dagegen, weiter Studierende ohne Reifezeugnis zuzulassen, kam vor allem von den Universitäten (und häufig genug von den Philosophischen Fakultäten). Trotz der Schwierigkeiten eine Begabtenprüfung einzurichten, sprachen sich sowohl die Hochschulkonferenz in Bensheim 1922 und die Rektorenkonferenz neben den „geregelten“ Wegen zum Hochschulstudium auch Personen, „die durch besondere Verhältnisse verhindert waren“ diesen Weg zu beschreiten, den Zugang zu einem bestimmten Hochschulstudium zu eröffnen. So lautet etwa der Beschluss der Hochschulkonferenz in Bensheim vom 6. Mai 1922 (Bensheimer Beschluss):
Die Hochschulkonferenz erkennt die Notwendigkeit an, Personen, die durch besondere Verhältnisse verhindert waren, auf einem sonst geregelten Wege zur Hochschule zu gelangen, den Zugang zu einem bestimmten Hochschulstudium zu eröffnen, wenn sie auf Grund besonderer Anlagen und ausgezeichneter Leistungen Gewähr dafür bieten, dass sie durch das akademische Studium zu höheren geistigen Leistungen gelangen. Für die Beurteilung der Persönlichkeitswerte sollen besondere Leistungen im Beruf in erster Linie entscheidend sein. Daneben ist ein Mindestmaß allgemeiner Bildung notwendig. Bei Feststellung dieser Bildung ist mehr Wert auf Denkfähigkeit und Auffassungsgabe als auf das Maß an bereitem Wissen zu legen. Der Umfang des vorhandenen Wissens muß jedoch die Fähigkeit, dem akademischen Unterricht in dem gewählten Fachgebiet auf der Unterlage des bisherigen Selbststudiums zu folgen, sicherstellen.
Nach dem Beschluss der 11. (außerordentlichen) Konferenz der Rektoren der deutschen Universitäten und Hochschulen vom 13./14. März 1923 war die Zulassung

1) stets auf ganz besondere Fälle zu beschränken,

2) für Personen unter 25 Jahren zu verweigern,

3) hinsichtlich des Mindestmaßes der zu fordernden Vorkenntnisse waren die Bensheimer Beschlüsse maßgebend,

4) von einer Aufnahmeprüfung abhängig zu machen, die eine Prüfungskommission der Hochschule abnehmen sollte.

5) Das Bestehen der Prüfung sollte nicht die Berechtigung zur Promotion enthalten.
Die Zustimmung weiter Kreise zu den Plänen (Linke: Wissen ist Macht/Bildung für alle, Liberale: Leistungsförderung durch Aufstieg der Begabten, Militär: Berufschancen für demobilisierte Soldaten und frühere Berufsoffiziere) wurde ideengeschichtlich meist unter Berufung auf die Schrift Begabung und Studium des konservativen Wissenschaftler Eduard Spranger begründet (1917 – Widmung: „Meinen Studenten im Felde“).

#### Prüfung nur für Studiengänge an Universitäten
Die von der Prüfungsstelle für die Zulassung zum Universitätsstudium entworfenen Vorschriften genehmigte der preußische Minister für Wissenschaft, Kunst und Volksbildung mit Erlass vom 11. Juni 1924 (Az. U I 1161). Die Vorschriften galten nur für Studiengänge an Universitäten; für die übrigen wissenschaftlichen Hochschulen galten andere Prüfungsordnungen (z. B. für Technische Hochschulen Ergänzungsprüfungen, für Handelshochschulen und landwirtschaftliche Hochschulen Ersatzreifeprüfungen, für Volks- und Mittelschullehrer gab es abgekürzte Reifeprüfungen, die nach mindestens zweijährigem Schuldienst vor Beginn des Studiums abgelegt werden mussten, Ergänzungsprüfungen nach vier Semestern für das Universitätsstudium in Philosophie und Pädagogik und Ergänzungsprüfungen vor Beginn des Studiums an Technischen Hochschulen in Mathematik, Physik, Chemie).
Ende 1928 hatte nicht nur Preußen, sondern auch Baden, Hamburg, Thüringen und Sachsen entsprechende Prüfung eingeführt. Nach deren Anerkennung durch den preußischen Minister für Wissenschaft, Kunst und Volksbildung war auch für nicht-preußische Bewerber ein Studium an den preußischen Universitäten (Berlin, Bonn, Breslau, Frankfurt a. M., Greifswald, Göttingen, Halle, Köln, Königsberg, Marburg, Münster, Medizinische Akademie Düsseldorf, Staatliche Akademie Braunsberg) und Technischen Hochschulen (Aachen, Berlin, Breslau, Hannover) möglich.

#### Keine Größenordnung gemessen an den Abiturientenzahlen
Statistik – Erfolg und Misserfolg in Preußen:
In den ersten sechs Jahren (Ende 1923 bis 1930) waren 369 Personen erfolgreich. Von 1.530 Bewerbungen haben 369 Personen, also 24 % die Hochschulreife erworben (22 % der männlichen Kandidaten, 36 % der weiblichen Kandidatinnen). Die Volksschüler schnitten überdurchschnittlich ab, 30 % hatten das Examen bestanden.
Über die Herkunft der Prüflinge gab es folgende Ergebnisse:
- 42 % waren Söhne und Töchter von Offizieren,
- 38 % von leitenden Angestellten,
- 17,7 % von Kaufleuten,
- 14,3 % von Fabrik- und Rittergutsbesitzern, Bankiers, Direktoren von Großbetrieben und Freiberuflern mit akademischer Bildung,
- 9,5 % von Handwerkern oder Arbeitern,
- 7,5 % von höheren Beamten.

Statistik – Erfolg und Misserfolg in Baden, Bayern und Thüringen:
- In Baden wurden von 1928 (Einführung der Prüfung) bis 1931 55 Anträge gestellt und 24 (43,6 %) abgelehnt, 31 Personen wurden zugelassen (nicht bestanden haben 16), von 55 Antragstellern durften letztlich 15 studieren (27,3 %);
- in Bayern von 1929 (Einführung der Prüfung) bis 1933 137 Anträge gestellt und 55 (40,2 %) abgelehnt, 82 Personen wurden zugelassen (nicht bestanden haben 25), von 137 Antragstellern durften letztlich 57 studieren (41,6 %);
- in Thüringen wurden von 1924 bis 1931 117 Anträge gestellt und 71 (60,7 %) abgelehnt (nicht bestanden haben 16), von 117 Antragstellern durften letztlich 30 studieren (25,6 %).

Die Herkunft:
In Baden und Bayern kamen ca. 27 % von höheren und mittleren Beamten, etwa die gleiche Anzahl von Kaufleuten und Privatangestellten, in Thüringen 30 %; von Handwerkern und Arbeitern in Baden 7 %, Bayern 16 %, in Thüringen allerdings 23 %.
Folgende Gruppen waren die Spitzenreiter: Kaufleute, Handwerker und Arbeiter, mittlere und höhere Beamten, in Bayern 63 %, in Preußen 45 %.
Insgesamt haben in den Ländern Baden, Bayern, Preußen und Thüringen von 2.149 Antragstellern nur 604 die Prüfung bestanden.

### NS-Staat

#### Überfüllungsdiskussion und Akademikerbedarf
1933 war die Zahl der männlichen Studierenden ohne Reifezeugnis an den preußischen Universitäten auf 0,8 % gesunken. Ab 1934 wird die Begabtenprüfung am meisten von den Teilnehmern der Vorstudienausbildung des Langemarck-Studiums genutzt, um zu einem (Hochschul-)Studium zu kommen.
Der Bedarf an Akademikern stieg besonders ab 1936 stark an, weil der wirtschaftliche Aufschwung („Vier-Jahres-Plan“), vor allem die Aufrüstung der Wehrmacht qualifiziertes Personal erforderte. Deshalb wurde die Oberschulzeit ab Ostern 1937 um ein Jahr auf zwölf Jahre verkürzt, um zwei Abiturientenjahrgänge auf einmal zur Verfügung zu haben. Trotz der Werbung (schon Ende 1936) für das Studium des höheren Lehramts („aussichtsreich“) durch das Reichsministerium für Wissenschaft, Erziehung und Volksbildung (inoffiziell auch „Reichserziehungsministerium“ REM genannt) blieben aber auch im Wintersemester 1937 Studienplätze unbesetzt. Darauf versuchte das REM, durch Schulgeldermäßigung, Begabtenförderung, „Begabtenprüfungen“ für Berufstätige und „Sonderreifeprüfungen“ für Fachschüler sowie durch „Gebührenerlaß“ für begabte, aber bedürftige Studenten Schule und Studium attraktiver zu machen (die Studiengebühren für die Universitäten betrugen je nach Fach zwischen 157 und 250 Reichsmark pro Semester, was etwa dem Monatsgehalt eines Facharbeiters entsprach). Die Gehälter und die Aufstiegsmöglichkeiten wurden verbessert (Auch die Frauenquote steigt wieder an, 1941 sind mehr als ein Viertel aller Vollzeitlehrer an höheren Schulen Frauen – ein Anteil, der erst Mitte der 1960er Jahre überboten wurde).

#### Einheitliche Regelungen durch die Prüfungsordnungen von 1938
Bereits zu Zeiten der Weimarer Republik wurden einige Ergänzungsprüfungen unter der Bezeichnung Sonderreifeprüfung einheitlich geregelt (mit Wirkung von 1930) und in der Lehrerbildung neue Wege beschritten (Hochschule für Lehrerbildung). Während der NS-Zeit wurden durch die Erlasse vom 8. August 1938 (mit Wirkung vom 1. September 1938) sowohl die Sonderreifeprüfung wie auch die Begabtenprüfung neu geregelt. Ab diesem Zeitpunkt berechtigte die bestandene Prüfung zwar zum Studium an sämtlichen deutschen Hochschulen, nach den Durchführungsbestimmungen zu § 6 erfolgte die Zulassung aber im „allgemeinen nur für ein bestimmtes Fach, für das ein Hochschulstudium möglich ist... In besonderen Fällen kann auch die Zulassung für mehrere dieser Fächer erfolgen“ (Fakultätsreife).

### Prüfungen in den Ländern der Besatzungszonen und der Bundesrepublik
Es verging nach der Kapitulation der deutschen Wehrmacht 1945 kein Jahr, da empfahl bereits die Nordwestdeutsche Hochschulkonferenz in Goslar (25. Februar 1946) die Wiedereinführung der Begabtenprüfung und die Einrichtung eines gemeinsamen Prüfungsausschusses für die britische Zone; die bisher abgelegten Begabtenprüfungen sollten anerkannt werden. Auch der Nordwestdeutsche (britische Zone) und der Süddeutsche Hochschultag (US-amerikanische Zone) schlugen Grundsätze für die Prüfungsordnung vor (9. September 1947), wie sie später vom größten Teil der Länder übernommen wurden. Der 1. Studententag der US-amerikanischen Zone in Heidelberg (1947) wollte zwar am Abitur (besser: der Abiturprüfung) festhalten, in der Übergangszeit aber sei der Begabte ohne Unterschied in geeigneter Form so zu fördern, dass er diese oder eine entsprechende Prüfung ablegen kann (Begabtenauslese und Vorbereitung auf die Prüfung). Das Gutachten zur Hochschulreform vom Studienausschuss für Hochschulreform (1948) empfahl ebenfalls die Begabtenprüfung und wies auf die Versuche mit dreijährigen Sonderkursen für Arbeitende mit abgeschlossener Lehre in Aachen, Wilhelmshaven und Hamburg hin.
Auf eine kleine Anfrage gab der Hessische Minister für Erziehung und Volksbildung Ernst Schütte am 13. März 1962 zum Erfolg der durch die am 12. November 1956 erlassenen Ordnung der Zulassung zum Hochschulstudium ohne Reifezeugnis folgende Zahlen bekannt: Vom Dezember 1956 bis zur Herbstprüfung 1961 hätten sich 141 Personen um die Zulassung beworben und 67 Bewerber der Prüfung unterzogen. 49 Bewerber hätten die Prüfung bestanden und ein Zeugnis erhalten, das zum Studium aller Fachrichtungen berechtige.

### Sonderformen: Zugang zu Pädagogischen Hochschulen
In Nordrhein-Westfalen galt die Zugangsmöglichkeit zunächst nur für die Pädagogischen Hochschulen, also nur für die Haupt- und Grundschullehrer-Ausbildung, später dann auch für Diplom-Studiengänge (Anfang der 70er Jahre wurden dadurch ca. 12 % der PH-Studenten rekrutiert). Der Aufwand der öffentlichen Hand beschränkte sich zunächst nur auf die Kosten für die Abhaltung der Prüfungen, später dann allerdings auch auf die Studienförderung über das BAföG.
In Niedersachsen ist schon früh neben der ebenfalls bestehenden Begabtenprüfung ein besonderer Zugang zu den Pädagogischen Hochschulen eingerichtet worden: die Z-Prüfung („Z“ für Zulassung zum Hochschulstudium), diese wurde später mitunter auch als Immaturenprüfung bezeichnet. Die Voraussetzungen waren nur zum Teil mit denen der anderen Länder gleich. Über die Berufe der Eltern und Großväter der Immaturen, die soziale Schichtung, die Herkunft nach Stadt/Land, Wohnsitz und Geburtsort, Mobilität, Alter, Familienstand, Schulbesuch, Berufswahl und Lehre usw. gibt eine Untersuchung von 1973 Auskünfte.

### Überforderte Bildungspolitiker: Abgesang auf die Begabtenprüfung
Georg Pichts „Bildungskatastrophe“ hat zweifellos eine unkoordinierte Welle von Einrichtungen zur Förderung von Bildungsbemühungen und deren erwachsenenpädagogischer Begleitung mit unterschiedlichen Zielsetzungen hervorgebracht, obwohl z. B. die Volkshochschulen sich anfangs eher zögerlich verhalten und diese Bemühungen erst ab 1967/68 unterstützt haben.
Die FAZ bezweifelte den Erfolg der Bemühungen des Dritten Bildungswegs bereits 1976 und fragte, ob dieser wirklich die Auslese-Hürden gehabt habe, die er verdiene. Die Kultusministerkonferenz sei jedenfalls zu dem Schluss gekommen: Nein. Die ursprünglichen Prüfungsordnungen von 1947 bis 1959 seien nur Eingeweihten bekannt gewesen und dementsprechend gering sei die Zahl der Bewerber gewesen. Anfang der siebziger Jahre sei jedoch die Anzahl sprunghaft angestiegen: Von ca. 500 bis auf mehrere Tausend. Allein in Hessen sei die Zahl binnen vier Jahren um das Zehnfache gestiegen. Für derartige Hochbegabte seien in Frankfurt-Höchst von der Volkshochschule und in Frankfurt am Main vom Seminar für Politik spezielle Vorbereitungskurse eingerichtet worden, was zu einem ständig wachsenden Heer von studierwilligen Erwachsenen geführt habe. Die Kultusminister, die schon seit einiger Zeit mit der ständig wachsenden Abiturientenlawine zu kämpfen hatten, hätten diese Entwicklung mit Sorge beobachtet – und die Konsequenzen gezogen. Schließlich wurmte es die große Zahl der Reifeprüflinge schon lange, dass jene angeblich so Begabten bei der Studienplatzvergabe einen 0,5-Punkte-Bonus erhalten und damit die Chancen der auch nicht gerade Unbegabten weiter verminderten.
In Frankfurt am Main sei daraufhin gar ein „Aktionskomitee 3. Bildungsweg“ entstanden, um gegen die Planungen Sturm zu laufen. „Nicht zu Unrecht“ (FAZ) brächten die Betroffenen gegen den Prüfungskatalog der geplanten Prüfungsordnung vor, der beabsichtigte Fächerkanon berücksichtige nicht, dass es sich bei den Bewerbern um „besonders befähigte Erwachsene“ im Alter von 25 bis 40 Jahren handele, die bereits fünf Jahre berufstätig gewesen sein mussten. Sie müssten sich dann mit Dingen beschäftigen, die weitgehend weder mit ihrem spezifischen Erfahrungsbereich, noch in der Mehrzahl der Fälle mit dem späteren Studiengebiet enger zu tun hätten: Das sei reines Prüfungspauken bzw. zeitraubendes Büffeln ohne Sinn (Mathematik/Naturwissenschaften).
Die FAZ setzte damit auf eine Argumentationsfigur, die hauptsächlich in den Kultusministerien gepflegt wurde, und die der Hessische Kultusminister bereits etliche Monate zuvor dem Hessischen Landtag auf eine kleine Anfrage hin und dem „Bundesverband Dritter Bildungsweg e. V.“ in einem Schreiben mitgeteilt hatte. Umfang und Merkmale des o. g. Personenkreises ergäben sich aus dem Vergleich mit den Personengruppen, die die allgemeine Hochschulreife auf anderen Wegen erwerben. Schließlich seien die Anforderungen an Angehörige vergleichbarer Personengruppen wie bei der Nichtschüler-Reifeprüfung, Schüler der Abendgymnasien und Kollegs (vom Lebensalter abgesehen) wesentlich erhöhte als bei der Begabtenprüfung während sich bezüglich der beruflichen Tätigkeit und der finanziellen Belastungen beide Gruppen nicht unterschieden.

### Erfolg/Misserfolg bei den Prüfungen 1973 bis 1976 in Hessen
Zahl der Bewerber, die sich zur Prüfung zum Hochschulstudium ohne Reifezeugnis gemeldet haben, zugelassen bzw. nicht zugelassen worden sind und diese Prüfung bestanden bzw. nicht bestanden haben.
| Prüfungstermin                               | Herbst 1973 | Frühjahr 1974 | Herbst 1974 | Frühjahr 1975 | Herbst 1975 | Frühjahr 1976 | Herbst 1976 |
| -------------------------------------------- | ----------- | ------------- | ----------- | ------------- | ----------- | ------------- | ----------- |
| 1. Bewerber                                  | 150         | 215           | 250         | 239           | 213         | 204           | 190 (a)     |
| 2. Zugelassen                                | 108         | 147           | 145         | 145           | 129         | 122           | 75          |
| 3. Vor oder während der Prfg. zurückgetreten | 12          | 17            | 22          | 17            | 19          | 27            | 19          |
| 4. Bestanden                                 | 89          | 119           | 105         | 108           | 85          | 82            | 48          |
| 5. nicht bestanden                           | 7           | 11            | 18          | 19            | 25          | 13            | 8           |

### Erfolg/Misserfolg bei den Prüfungen 1975 bis 1980 in Bayern und Berlin
| Erfolg/Misserfolg  | 1975 | 1976 | 1977 | 1978 | 1979 | 1980 |
| ------------------ | ---- | ---- | ---- | ---- | ---- | ---- |
| Bayern Gesamt      | 113  | 102  | 88   | 86   | 89   | 74   |
| Bayern Erfolgreich | 61   | 57   | 51   | 50   | 62   | 40   |
| Berlin Gesamt      | 200  | 231  | 182  | 103  | 36   | 53   |
| Berlin Erfolgreich | 140  | 149  | 124  | 78   | 28   | 42   |

Die anderen Länder haben kein statistisches Material zur Verfügung gestellt.

## Ende der Begabtenprüfung und die Nachfolger
Nach 1982 ist die Begabtenprüfung in allen Ländern der Kultusministerkonferenz (KMK) von Prüfungen für den Zugang von besonders befähigten Berufstätigen abgelöst worden. Sie sah eine Vereinheitlichung der differenzierten Regelungen in den Bundesländern mit der Tendenz der Angleichung der Prüfungsanforderungen an das Normal-Abitur vor. „Wird die KMK-Vereinbarung wie vorgesehen bis zum 1. August 1985 ohne Modifizierung in Landesrecht umgesetzt, so würde damit ein im Kern eigenständiger Weg des Hochschulzugangs abgeschafft“. Das war – trotz der Zusage des Kultusministers im Hessischen Landtag über die Erhaltung der Begabtenprüfung alter Art – auch in Hessen der Fall, die letzte Zulassung zur Begabtenprüfung fand bis Ende November 1984 statt, letzter Prüfungsdurchgang war von Juni–September 1985. Die Vereinbarung ist z. B. von den Gewerkschaften teils begrüßt (Anerkennung der beruflichen Qualifikation), teils aber wegen der Einschränkung auf einen bestimmten Personenkreis (statt einer weiteren Öffnung der Hochschulen) kritisiert worden. Kritisiert wurde vor allem der Wegfall der Möglichkeit einer Öffnung der Hochschulen z. B. für (Nur-)Hausfrauen, alleinerziehende Mütter, jugendliche Strafgefangene (Projekt zur Berufsausbildung strafgefangener Frauen), minderqualifizierte Berufstätige (Projekt zur Ausbildung arbeitsloser Frauen in neuen Berufen), Ausländer usw., sowie die Einführung eines stark erweiterten Katalogs der traditionellen (Abitur-)Pflichtfächer. Niedersachsen ist dem Beschluss der KMK damals nicht beigetreten und verfolgte mit der landeseigenen Z-Prüfung (Befähigungsprüfung zum Hochschulstudium ohne Reifezeugnis) oder der Immaturenprüfung einen Sonderweg. Zwar hat sich die ungewöhnliche Bezeichnung der Prüfung bis heute erhalten, die Voraussetzungen und das Prüfungsverfahren unterscheiden sich spätestens seit den Änderungen von 2009 nicht mehr von denen der anderen Länder der Bundesrepublik Deutschland. Durch den Beschluss der Kultusministerkonferenz (KMK) vom Mai 1982 wurde vereinbart, die bisherige Begabtenprüfung abzuschaffen und die Hochschulen nur noch für Berufstätige zu öffnen. Eine Möglichkeit für Nicht-Berufstätige („Nur“-Hausfrauen, Flüchtlinge ohne anerkennungsfähige ausländische Berufsausbildung u. a.) ein Studium ohne Reifezeugnis aufzunehmen, bestand nun nicht mehr, künftig war eine staatlich anerkannte Berufsausbildung nachzuweisen (andere Ausbildungen galten nicht); einige Länder haben später eine Erziehungs- oder Pflegezeit als einer Berufsausbildung gleichwertige Zeit anerkannt.
In den beiden ersten Jahrzehnten des 21. Jahrhunderts haben sich in den Ländern der Bundesrepublik Deutschland verschiedene (neue) Wege des Hochschulzugangs herausgebildet, die weder von den Voraussetzungen noch den Folgen mit den früheren Bildungswegen vergleichbar sind. Einen Überblick geben die Veröffentlichungen des CHE, Zentrum für Hochschulentwicklung.

## Bekannte Personen mit Begabten-Prüfungszeugnis
- Herwig Blankertz (Prof., Integration von allgemeiner und beruflicher Bildung)
- Max Diamant (Antifaschist, IG Metall, SPD)
- Herbert Ehrenberg (SPD, MdB, Bundesminister)
- Milan Horáček (Grüne, MdB)
- Walter Kühlthau (CDU, MdB)
- Karl-Adolf Otto (Professor für Politische Soziologie und Didaktik der Sozialwissenschaften)
- Rudi Rohlmann (SPD, MdL Hessen)
- Waltraud Schoppe (Grüne, MdB)

### Für die Begabtenprüfung während der „Weimarer Republik“
- Studium ohne Reifezeugnis – Auf Grund amtlichen Materials herausgegeben, Verlag für Politik und Wirtschaft, Berlin 1924.
- Otto Benecke (Hrsg.) Studium ohne Reifezeugnis in Preußen – Amtliche Bestimmungen, 2. Auflage. Weidmannsche Buchhandlung, Berlin 1925.
- Hans R. G. Günther: Hochschulstudium ohne Reifezeugnis. Verlag Fritz Wiechmann, Neustadt bei Coburg 1947.

### Für die Begabtenprüfung während der NS-Zeit
- Hans Huber, Franz Senger (Hrsg.): Studium ohne Reifezeugnis an den deutschen Hochschulen – Amtliche Bestimmungen. Weidmannsche Buchhandlung, Berlin 1938.
- Ulrich Gmelin: Das Langemarck-Studium der Reichsstudentenführung. Verlag der Zeitschrift „Der Altherrenbund“ 1938.
- Ulrich Gmelin, Hans-Bernhard von Grünberg: Das Langemarck-Studium der Reichsstudentenführung: Berichte aus der Arbeit im Kriege. Dresden 1941.
- Ulrich Gmelin: Das Recht auf Bildung im völkischen Sozialstaat (SA.-Standarte Feldherrnhalle, Abt. Weltanschauliche Erziehung) 1944.

### Für die Begabtenprüfung während der Zeit 1945–1984
- Karl Bungardt: Der Zweite Bildungsweg – Schlagwort – oder Programm? Julius Klinkhardt, Bad Heilbrunn (Obb.) 1957 (Der Verfasser meint mit zweitem Bildungsweg jede Alternative zum ersten, nicht nur die heutigen Schulen für Erwachsene).
- Karl Wagner: Abendschule, Fremdenabitur und Begabtenprüfung. In: Ralf Dahrendorf, Heinz-Dietrich Ortlieb (Hrsg.): Der Zweite Bildungsweg im sozialen und kulturellen Leben der Gegenwart Verlag Quelle & Meyer, Heidelberg 1959, S. 208–222.
- Karin Storch: Der Zweite Bildungsweg – Chance oder Illusion. Fischer Taschenbuch-Verlag, Frankfurt am Main 1974, ISBN 3-436-01709-4.
- Hans-Ulrich Hilgendorff: Hochschulstudium ohne Abitur – Die Befähigungsprüfung (Begabtenprüfung). Ein Vergleich der Prüfungsordnungen in den Bundesländern. (Rechtsgutachten, Typoskript, Zentrum für wissenschaftliche Weiterbildung), Oldenburg 1982.
- Klaus R. Schroeter: Studium ohne Abitur – Studienverlauf und Studienerfolg von Studierenden ohne schulische Hochschulzugangsberechtigung. (= Soziologische Arbeitsberichte 24). Christian-Albrechts-Universität, Kiel 1998, ISSN 0939-5253.
- Walburga Katharina Freitag: Zweiter und Dritter Bildungsweg in die Hochschule. (= Arbeitspapier 253). PDF, Hans-Böckler-Stiftung, Düsseldorf April 2012 (ausführlicher Überblick über Forschungsergebnisse und -vorhaben).